# 格布爾貝格山
48°05′35″N 13°31′35″E / 48.093150°N 13.52633°E

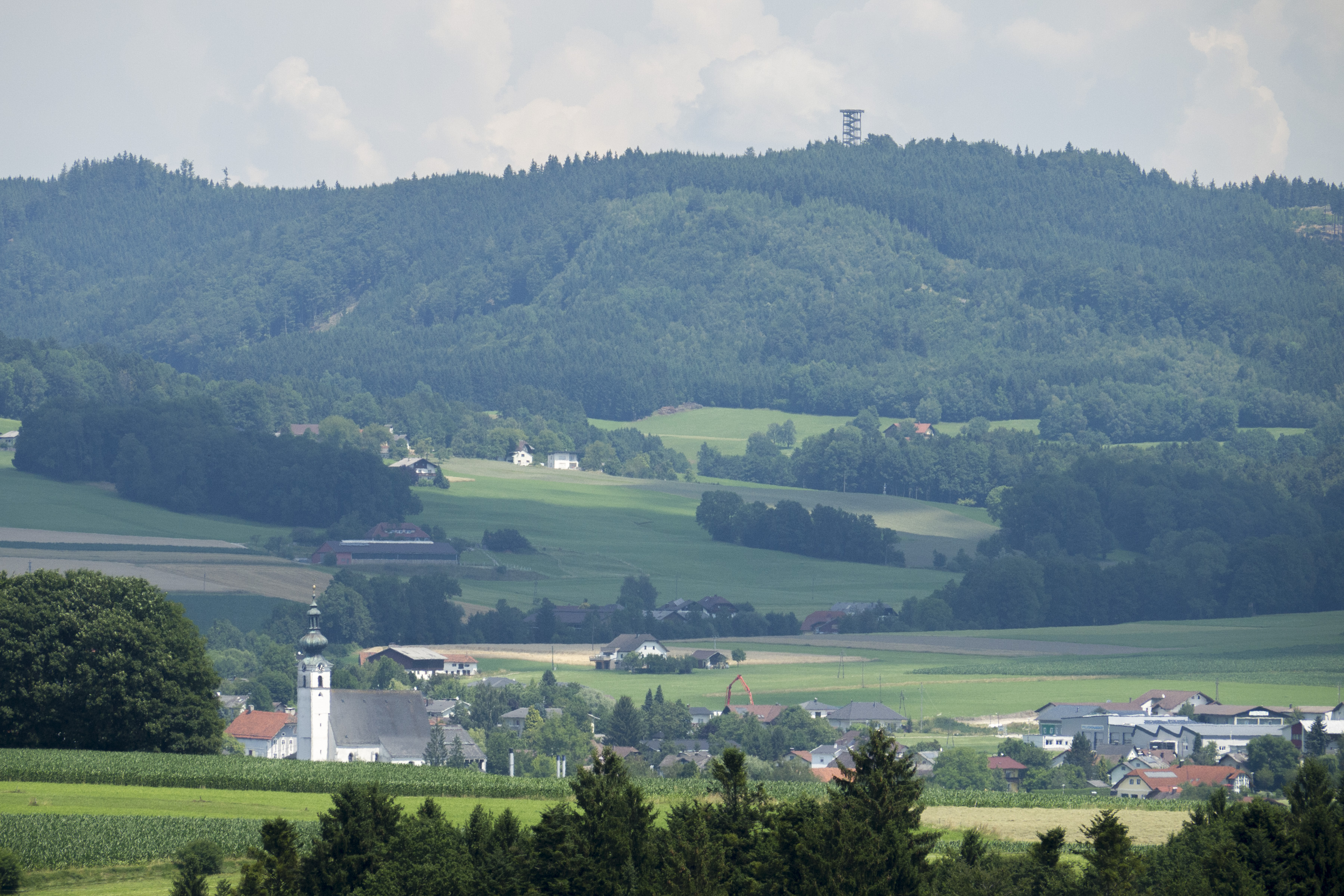

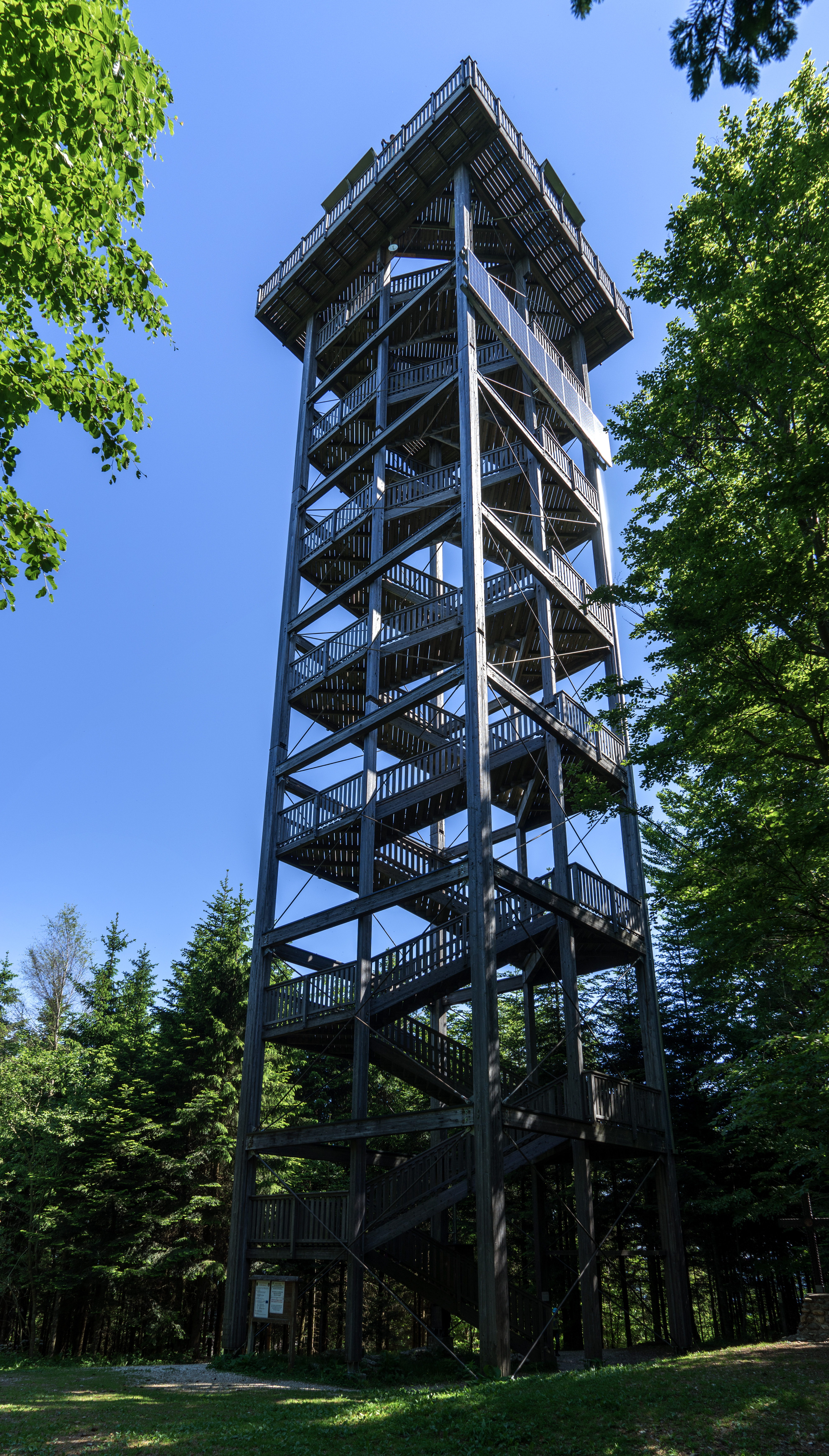

格布爾貝格山（德語：Göblberg），是奧地利的山峰，位於該國北部，由上奧地利州負責管轄，屬於豪斯魯克山的一部分，海拔高度801米，每年平均降雨量1,462毫米。